# Mujeres (novela de Mihail Sebastian)
Mujeres es la primera novela del escritor rumano Mihail Sebastian, escrita en 1933.
En la obra se relatan las aventuras que el joven médico Stefan Valeriu va manteniendo con las distintas mujeres que se van cruzando a lo largo de su vida: historias de conquistas y separaciones, de reencuentros y de partidas van configurando el singular e inolvidable retrato de cada una de ellas.